# Кашуба, Павел Тарасович
Павел Тарасович Кашуба (3 ноября 1913, Киевка, Ставропольский край — декабрь 1944, Закарпатская область) — военный лётчик, капитан Рабоче-крестьянской Красной Армии, участник Великой Отечественной войны, Герой Советского Союза (1941).

## Биография
Павел Кашуба родился 3 ноября 1913 года в селе Киевка (ныне — Апанасенковский район Ставропольского края). В 1933 году Кашуба окончил Краснодарский кооперативный техникум, затем некоторое время учился в Московском планово-экономическом институте. В 1935—1937 годах он проходил службу в Рабоче-крестьянской Красной Армии, окончил Ейское военно-морское авиационное училище лётчиков. После увольнения в запас Кашуба работал в Пятигорском аэроклубе, затем лётчиком в Северном подразделении № 2 Всесоюзного треста лесной авиации Наркомлеса в городе Красноборске Архангельской области.
В 1941 году Кашуба был повторно призван в армию. С июня того же года — на фронтах Великой Отечественной войны, был пилотом 2-й авиагруппы особого назначения Генерального штаба РККА. Выполнял специальные задания командования во вражеском тылу. 13 октября 1941 года, несмотря на исключительно тяжёлые условия на земле и в воздухе, Кашуба успешно эвакуировал из окружения получившего ранение командующего Брянским фронтом генерал-лейтенанта А. И. Ерёменко.
Указом Президиума Верховного Совета СССР от 26 ноября 1941 года за «образцовое выполнение боевых заданий командования на фронте борьбы с немецкими захватчиками и проявленные при этом мужество и героизм» старший лейтенант Павел Кашуба был удостоен высокого звания Героя Советского Союза с вручением ордена Ленина и медали «Золотая Звезда» за номером 521.
В дальнейшем Кашуба летал к партизанам, действовавшим в немецком тылу, эвакуировал больных и раненых, сбрасывал грузы и парашютистов-диверсантов. В ночь с 14 на 15 марта 1943 года Кашуба был сбит над оккупированной территорией в Крыму в районе станция Владиславовка, но сумел посадить самолёт и вместе с экипажем и группой парашютистов выйти к старокрымским партизанам под командованием И. С. Мокроуса, сумевшим обеспечить им возвращение за линию фронта воздушным путём.
Всего совершил более 200 боевых вылетов. В сентябре 1944 года Кашуба вылетел на специальное задание к партизанам Югославии, однако пропал без вести, не вернувшись с задания. Лишь через много лет после войны самолёт «СИ-47», на котором летал Кашуба, был обнаружен в буковых зарослях на юге Закарпатья.

## Награды
Был награждён орденами Ленина (26.11.1941), Красного Знамени (21.04.1944), медалями «Золотая Звезда», «За оборону Москвы».

## Память
В честь П. Т. Кашубы был установлен обелиск и названы улицы в селах Дивном, Киевка и Красноборске Архангельской области .